# László Rásonyi
László Rásonyi (22 janvier 1899, Liptoszentmiklos - 4 mai 1984, Budapest, Hongrie) est un turcologue hongrois, connu pour ses études sur l'histoire des anciennes tribus turques et les relations turco-hongroises. Il est le fondateur du département d'hongrologie en Turquie.
Il étudie la turcologie et la culture hongroise à l'Université Humboldt de Berlin, puis travaille à l'Université d'Helsinki en 1929. Entre 1933 et 1934, il travaille à l'Institut d'études turques de l'Université d'Istanbul.
À la demande d'Atatürk , le Prof. Dr. László Rásonyi est invité à la Faculté de langue, d'histoire et de géographie de l'Université d'Ankara, créée en 1935 pour former des scientifiques qui contribueront aux études de la langue turque et de l'histoire turque, en tant que fondateur et enseignant de cette chaire. En plus d'avoir contribué à l'établissement de l'Hungarologie, il joue aussi un rôle majeur dans la création de la Bibliothèque d'Hungarologie. Le célèbre historien Bálint Hóman, à l'époque ministre hongrois de l'Éducation, a également joué un grand rôle dans l'arrivée de ce grand scientifique en Turquie. En 1942, le Pr. Rásonyi retourne en Hongrie et est remplacé en 1943 par Tibor Halasi-Kun.
Après avoir quitté la Turquie, László Rásonyi a été nommé professeur de turcologie à l'Université de Kolozsvar en Hongrie. Entre 1942 et 1944, il a été le pionnier de la création de la chaire de turcologie dans cette université. Il revient à Budapest en 1946 et travaille à l'Institut des Balkans (1947-1949) et à l'Académie hongroise des sciences. Il y fonde l'Institut d'études orientales. Après avoir pris sa retraite en 1961, il enseigne à l'Université d'Ankara pendant un certain temps.

## Travaux
László Rásonyi est connu dans les milieux scientifiques pour ses travaux dans le domaine de l'onomastique turque. Son ouvrage novateur, Onomasticon Turcicum, n'est cependant pas encore publié en turc, malgré diverses tentatives . Les œuvres de Rásonyi traduites en turc sont :
- Ponts du Danube, Institut de recherche sur la culture turque
- La turcité dans l'histoire, publications officielles[3]
- Héritiers de l'État turc en Occident et des premiers M. Turcs, TKAE Publications
- Turcité en Europe de l'Est, Selenge Publications
- Turcs chrétiens en Anatolie

Autres ouvrages:
- Onomasticon Turcicum, Turkic Personal Names[4]
- Histoire des Peuples Turcs à l'Époque Pré-Islamique[5]